# Trung đoàn 88, Sư đoàn 302
Trung đoàn Bộ binh 88 thường gọi là Trung đoàn Tu Vũ là một trung đoàn của Quân đội nhân dân Việt Nam, trực thuộc Sư đoàn 302 Quân khu 7.

## Tiền thân
Tiền thân của đơn vị là Trung đoàn 88 được thành lập vào ngày 01/7/1949 tại xóm Gò Pháo, xã Tân Cương, huyện Đồng Hỷ, tỉnh Thái Nguyên. Trung đoàn thành lập trên cở sở nhập các đơn vị thiện chiến đã lập công trên các chiến trường, gồm Trung đoàn 72 Bắc Cạn, Tiểu đoàn 23, Tiểu đoàn 29 Lũng Vài và các đơn vị đại đội ở Hà Nội, khu mỏ Quảng Yên, Hòn Gai, Chiến khu Đông Triều, Lạng Sơn, Bắc Giang, Vĩnh Yên, Phúc Yên.
Trong 9 năm chống Thực dân Pháp, Trung đoàn 88 đã trực tiếp tham gia 9 chiến dịch lớn, đánh 242 trận, diệt và bắt sống 5.125 tên địch, bắn cháy 175 xe cơ giới, trong đó có 102 xe tăng, thu hàng ngàn súng các loại và phương tiện chiến tranh. Thực hiện hiệp định Geneve, Trung đoàn Bộ binh 88 – Tu Vũ trong đội hình Đại đoàn 308 được nhận nhiệm vụ tiếp quản thủ đô. Và từ đây khu vực Thậm Thính – Thạch Sơn – Phú Thọ là doanh trại huấn luyện của Trung đoàn.
Ngày 31/12/1965, trung đoàn được nhân đôi thành Trung đoàn 88B và Trung đoàn 88A. Trung đoàn 88A được giao nhiệm vụ vào Nam để cùng Quân Giải phóng miền Nam chiến đấu trực tiếp với quân đội Mỹ. Đơn vị tập trung tại ga Hương Canh, có Đại tướng Võ Nguyên Giáp tới thăm và động viên.

## Lịch sử chiến đấu
Từ đầu năm 1966, Trung đoàn chiến đấu trên chiến trường Tây Nguyên và tham gia nhiều trận đánh với quân Mỹ, nhất là ở Đồi C1 và Bãi 9.
Đầu năm 1967, Trung đoàn chuyển chiến trường hoạt động vào miền Đông Nam Bộ trong đội hình Sư đoàn Bộ binh 5, tham gia trên chiến trường Phước Long, lập nhiều thành tích trên Quốc lộ 14, giải phóng nhiều ấp chiến lược, điển hình là trận Đắc Song.
Tháng 12/ 1967, Trung đoàn chuyển về trực thuộc Quân khu Sài Gòn – Gia Định. Hai lần, đợt 1 và 2 trong cuộc Tổng tiến công Mậu thân 1968. Tháng 6/1968, Trung đoàn trở lại miền Đông Nam Bộ, trong đội hình Sư đoàn Bộ binh 5, tham gia chiến đấu trên chiến trường Tây Ninh. Ngày 25/8/1968, đánh giao thông chiếm trên Quốc lộ 22 từ Cầu Đá Hàng đến Gò Dầu, Tây Ninh, tiêu diệt 146 vận tải quân sự Mỹ, bắt 3 tù binh Mỹ. Đánh giao thông trên Tỉnh lộ 26, Tây Ninh đi Dầu Tiếng, tiêu diệt 21 xe tăng và xe bọc thép, tiêu diệt tiểu đàn 52 "Trâu điên" quân đội VNCH tại Cầu Khởi huyện Dương Minh Châu, tỉnh Tây Ninh.
Tháng 10/1968, Trung đoàn có lệnh trở lại Quân khu Sài Gòn – Gia Định họat động trên địa bàn Củ Chi, Hóc Môn, Trảng Bàng, Tây Ninh, Đức Hòa, Long An ( vùng Tam giác sắt), Trung đoàn chiến đấu với Sư đoàn 1 (Anh cả đỏ) của Mỹ.
Tháng 3 năm 1969, Trung đoàn trở về chiến trường miền Đông Nam Bộ trong đội hình của Sư đoàn Bộ binh 9, có các trận đánh ở Chà Phí, Chà Nà, cầu Vịnh Khu, Vườn Điều, Tòa Thánh thất – Tây Ninh. Trận đánh quan trọng là khu Cồn Nổi, xã Ninh Điền, huyện Châu Thành, tỉnh Tây Ninh. Trận này, Quân Giải phóng tiêu diệt 2 tiều đoàn của Liên đoàn Biệt động Quân 31 Việt Nam Cộng Hòa cũng là hoạt động cuối cùng của Trung đoàn tại chiến trường miền Đông Nam Bộ.
Ngày 01/10/1969, Trung đoàn chuyển đổi chiến trường xuống miền Trung Nam Bộ, lúc đó là Quân khu 8, gồm các tỉnh Tân An, Kiến Tường, Kiến Phong, Bến Tre, Mỹ Tho, Gò Công.
Tháng 3/ 1970, tại Campuchia có cuộc đảo chính Shihanouk do Thủ tướng Lonon và được sự hỗ trợ của Mỹ - Việt Nam Cộng hòa. Trung đoàn để lại Tiểu đoàn 7 trong đội hình Tỉnh đội Mỹ Tho, Tiều đoàn 8 trong đội hình Tỉnh đội Kiến Phong, còn Trung đoàn bộ các đại đội trực thuộc và Tiểu đoàn 9 đổi tên Z15 để giữ bí mật chiến đấu cùng Quân đội Cách mạng Campuchia lập nhiều thành tích chiến đấu, đánh bại cuộc càn Đông Dương trong năm 1971. Thời kỳ này, Trung đoàn được bổ sung tiểu đoàn Bộ binh 1, tiểu đoàn Bộ binh 200 và tiểu đoàn Bộ binh 510, lấy lại phiên hiệu Trung đoàn Bộ binh 88 như cũ.
Tháng 2/1972 Trung đoàn trở lại chiến trường Quân khu 8, đến tháng 3 năm 1975, Trung đoàn tách khỏi Quân khu 8 củng cố lực lượng, tham gia chiến dịch Hồ Chí Minh là cánh quân thứ 5, vu hồi từ Gò Công lên.
Năm 1976 – 1977, Trung đoàn tham gia xây dựng kinh tế thuộc Sư đoàn Bộ binh 3. Cuối năm 1978, trong đội hình của Sư đoàn Bộ binh 302 tham gia chiến tranh Biên giới Tây Nam và 10 năm đón quân tại Campuchia tiêu diệt tàn quân Khơme Đỏ và xây dựng đất nước (1979 – 1989). Trung đoàn đã được Nhà nước tặng danh hiệu Anh hùng Lực lượng Vũ trang nhân dân.

## Hiện nay
Hiện nay, Trung đoàn 88 trực thuộc Sư đoàn 302, Quân khu 7.